# Immersion (Mathematik)

Eine nicht injektive Immersion: R → R^{2}, t ↦ (t^{2} − 1, t · (t^{2} − 1))

In der Differentialtopologie versteht man unter einer Immersion eine glatte Abbildung {\displaystyle F\colon M\rightarrow N} zwischen Mannigfaltigkeiten {\displaystyle M} und {\displaystyle N}, wenn der Pushforward {\displaystyle F_{\ast p}\colon T_{p}M\to T_{F(p)}N} dieser Abbildung an jedem Punkt {\displaystyle p\in M} injektiv ist. Ist darüber hinaus {\displaystyle F} eine topologische Einbettung, so spricht man von einer (glatten) Einbettung. In diesem Fall ist das Bild der Abbildung eine zu {\displaystyle M} diffeomorphe Untermannigfaltigkeit von {\displaystyle N.}
Die Eigenschaften des Bildes im allgemeinen Fall werden im Eintrag Immersierte Mannigfaltigkeit beschrieben.

## Immersion im euklidischen Raum
Liegt der Spezialfall {\displaystyle F:\mathbb {R} ^{m}\rightarrow \mathbb {R} ^{n}} einer Abbildung zwischen euklidischen Räumen vor, dann stellt {\displaystyle F_{\ast }:T_{p}\mathbb {R} ^{m}\rightarrow T_{F(p)}\mathbb {R} ^{n}} nichts anderes als die totale Ableitung bzw. die Jacobi-Matrix {\displaystyle DF(p)\colon \mathbb {R} ^{m}\rightarrow \mathbb {R} ^{n}} dar, wobei der euklidische Raum in natürlicher Weise mit seinem Tangentialraum und eine lineare Abbildung mit einer Matrix identifiziert werden.

## Immersion in Mannigfaltigkeiten
Allgemein ist eine differenzierbare Abbildung {\displaystyle F:M\rightarrow N} genau dann eine Immersion, wenn für alle {\displaystyle p\in M} der Rang der linearen Abbildung {\displaystyle F_{\ast }} gleich der Dimension der Mannigfaltigkeit {\displaystyle M} ist, also gilt
{\displaystyle \operatorname {rang} F_{p}=\dim(\operatorname {Bild} (F_{\ast p}))=\dim M.}

## Reguläre Homotopie
Zwei Immersionen {\displaystyle F_{0},F_{1}\colon M\to N} heißen regulär homotop, wenn es eine Homotopie {\displaystyle F\colon M\times [0,1]\to N} gibt mit {\displaystyle F(m,0)=F_{0}(m)} und {\displaystyle F(m,1)=F_{1}(m)} für alle {\displaystyle m\in M}, so dass für jedes {\displaystyle t\in \left[0,1\right]} die Abbildung
{\displaystyle F_{t}\colon \left\{{\begin{aligned}M&\to N\\m&\mapsto F(m,t)\end{aligned}}\right.}
wieder eine Immersion ist.
Mit den regulären Homotopieklassen von Immersionen beschäftigt sich die Hirsch-Smale-Theorie.